# Супербоул XXV
Супербоул XXV (англ. Super Bowl XXV) — 25 решающая игра НФЛ. Ежегодный матч Американской Футбольной Конференции (АФК) против Национальной Футбольной Конференции (НФК). Матч прошел 27 января 1991 года. В матче играли «Нью-Йорк Джайентс» от АФК и «Баффало Биллс» от НФК. В присутствии 73 813 человек Нью-Йорк победил 20-19. Счёт игры был самым близким (по состоянию на 2022 год ещё никто не победил в Супербоуле с разницей в одно очко). Игра, известна как wide right, (С англ. Широко вправо). На последних секундах игрок «Биллс» не забил филд-гол, который бы наверняка выиграл для «Баффало» игру, американский комментатор сказал в эфир:«No good! wide right!»(англ. Не удачно! Широко вправо!). Эта фраза стала символом той игры.

## Трансляция
В США игру транслировал ABC. Стоимость 30-секундной рекламы была 800 000 долларов США. PepsiCo отменила акцию призом в три миллиона долларов. Во время акции планировалось, что зритель, позвонит по бесплатному телефону в первых трех четвертях игры. Причина отмены это опасения перегрузки телефонных сетях.

## Ход матча
ПЕРВАЯ ПОЛОВИНА
В середине первой четверти команды обменялись филд-голами. В начале второй четверти «Биллс» делает тачдаун. В середине четверти сейфти дал Билс преимущество 12-3. Затем тачдаун от «Нью-Йорка» делает счёт 12-10 к перерыву.
ВТОРАЯ ПОЛОВИНА
За 5 минут до конца третьей четверти «Джайентс» оформляет тачдаун и впервые в матче лидирует 17-12. Уже в четвёртой четверти тачдаун «Биллс» сделал счет 19-17. Почему-то Баффало не стали разыгрывать 2-х очковую реализацию(для того чтобы филд-гол «Нью-Йорка» только сравнивал счет), а пробили экстрапоинт. Это решения оказалось фатальным (именно одного очка не хватит «Баффало» для овертайма). За семь минут до конца матча «Нью-Йорк» забивает филд-гол и лидирует 20-19.
ФИНАЛЬНОЕ ПРОДВИЖЕНИЕ «БИЛЛС»
За 2 минуты до конца матча «Баффало» (со своих 10 ярдов) быстро добрались до 29-ярдовой линии «Нью-Йорка». За 8 секунд до финала, «Баффало» пробивает филд-гол, (Который выиграл бы матч) но мяч пролетает мимо ворот. Оставшиеся секунды истекают когда «Нью-Йорк» празднует победу.
ФИНАЛЬНАЯ ИНФОРМАЦИЯ
Суперкубок XXV: Нью-Йорк Джайентс 20, Баффало Биллс 19
|                | 1 | 2 | 3 | 4 | ФИНАЛ |
| -------------- | - | - | - | - | ----- |
| Биллс (АФК)    | 3 | 9 | 0 | 7 | 19    |
| Джайентс (НФК) | 3 | 7 | 7 | 3 | 20    |

На Тампа стадион, штат Флорида
- Дата : 27 января 1991 г.

NY-Нью-Йорк BUF-Баффало ЭП-Экстрапоинт
■ Первая четверть:
- 7:14-NY-28-ярдовый филд-гол, «Нью-Йорк» лидирует 3:0
- 5:51-BUF-23-ярдовый филд-гол, ничья 3:3

■ Вторая четверть:
- 12:30-BUF-1-ярдовый тачдаун+ЭП, «Баффало» лидирует 10:3
- 8:27-BUF- игрок Нью-Йорка упал в своей зоне для сейфти, «Баффало» лидирует 12:3
- 0:25-NY-14-ярдовый тачдаун+ ЭП, «Баффало» лидирует 12-10

■ Третья четверть:
- 5:31-NY-1-ярдовый тачдаун+ЭП, «Нью-Йорк» лидирует 17:12

■ Четвёртая четверть:
- 14:52-BUF-31-ярдовый тачдаун+ ЭП, «Баффало» лидирует 19-17
- 7:20-NY-21-ярдовый филд-гол, «Нью-Йорк» лидирует 20-17